# Pipunculus tanasijtshuki
Pipunculus tanasijtshuki är en tvåvingeart som beskrevs av Kuznetzov 1991. Pipunculus tanasijtshuki ingår i släktet Pipunculus och familjen ögonflugor. Inga underarter finns listade i Catalogue of Life.